# MOTHERLAND (INFIXのアルバム)
『MOTHERLAND』（マザーランド）は、INFIXのアルバム。1994年7月21日にアポロンより発売された。

## 解説
最大のヒット作となった本作は、アルバムバージョンとして収録したシングル収録曲以外はすべて自作曲で、ベースの野間口ヒロシが初めて手掛けた及びリードボーカル曲も収録している。

## 収録曲
- 全作詞・作曲：長友仍世（特記以外）／編曲：板倉雅一・infix（特記以外）

1. 虹を架けて
作詞・作曲：infix
2. THE BAND OF ROCK'N'ROLL CITY
作詞：長友仍世／作曲：佐藤晃
3. 傷だらけの天使になんてなりたいとは思わない (album ver.)
作詞：田村直美／作曲：Jeff Creatures・Joey Carbone／編曲：板倉雅一・須貝幸生・神長弘一
  - 日本テレビ系『西遊記』オープニングテーマのアルバムバージョン
4. ROUTE 208
5. DEAL FOR LIFE
6. ひとりじゃないから
作詞・作曲：佐藤晃
7. BLAZE OF GLORY
8. 恋するBROKEN TOY
作詞・作曲：野間口ヒロシ
9. 100万光年の彼方 (album ver.)
作詞：田村直美／作曲：石川寛門／編曲：板倉雅一・須貝幸生・神長弘一
  - 日本テレビ系『西遊記』のエンディングテーマのアルバムバージョン
10. WHEEL IN THE SKY
11. MOTHERLAND
作詞・作曲：佐藤晃

## レコーディング参加
- 竹上良成 - サックス
- 古村敏比古 - サックス